# Giro d'Itàlia femení de 2022
La 33a edició del Giro d'Itàlia femení (Giro Rosa en italià) es disputà entre el 30 de juny i el 10 de juliol de 2022. La seva sortida fou a Càller i l'arribada a Pàdua, inici i fi, respectivament, d'un recorregut de 1.002,6 km dividit en 10 etapes. La cursa va formar part del calendari UCI Women's World Tour en la seva màxima categoria (2. WWT).
Kristen Faulkner va guanyar la contrarellotge inaugural i Elisa Balsamo la segona etapa, imposant-se a Marianne Vos a l'sprint. L'endemà, la neerlandesa es proclama vencedora. A la quarta etapa, Annemiek van Vleuten, Marta Cavalli i Mavi Garcia s'escapen a uns cinquanta quilòmetres de l'arribada i aconsegueixen quasi cinc minuts d'avantatge sobre el pilot. van Vleuten s'imposa a l'etapa i aconsegueix la maglia rosa, que ja no abandonarà fins a la fi de la cursa. Elisa Balsamo guanya la cinquena etapa en un sprint i Marianne Vos aconsegueix la seva trenta-dosena etapa del Giro l'endemà. Juliette Labous s'imposa a la primera etapa de muntanya, la vigília que Annemiek van Vleuten es torni a imposar i incrementi el seu lideratge. La novena etapa és per a Kristen Faulkner, qui aconsegueix imposar-se en solitari i, la darrera, per a Chiara Consonni.
Annemiek van Vleuten guanya la classificació general i la classificació per punts. Marta Cavalli i Mavi Garcia acompanyen la neerlandesa al podi; Faulkner és la millor escaladora, Niamh Fisher-Black la millor jove; Marta Cavalli la millor italiana i FDJ-Nouvelle Aquitaine-Futuroscope el millor equip.

## Recorregut
La cursa començava a Sardenya amb una contrarellotge de 4,7 km a la qual la seguien dues etapes relativament planes. La quarta etapa presentava un perfil més muntanyós que hauria d'afavorir les aventureres i la cinquena era plana. L'endemà, la cursa es desenvolupava en un circuit que incloïa l'ascens al San Pantaleone, de desnivell mitjà del 5,6 % en 1,6 km. Les tres etapes següents es preveien decisives: la setena acabava al cim del Passo Maniva; a la vuitena calia superar el difícil Passo Bordala després la pujada al llac Cei abans de baixar cap a la meta i a la novena calia pujar el Fai della Paganella, el Passo Duron i el Passo Doane. L'etapa final era plana.

### Equips participants
| UCI Women's WorldTeams (13)- Team BikeExchange-Jayco - Canyon-SRAM Racing - EF Education-TIBCO-SVB - FDJ Nouvelle Aquitaine Futuroscope - Team Jumbo-Visma - Liv Racing Xstra - Movistar Team - Roland Cogeas-Edelweiss Squad - Team DSM - SD Worx - Trek-Segafredo - UAE Team ADQ - Uno-X Pro Cycling Team UCI Women's continental teams (11)- Aromitalia-Basso Bikes-Vaiano - Bizkaia-Durango - Bepink - Ceratizit-WNT Pro Cycling - Cofidis - Colombia Tierra De Atletas-GW-Shimano - Isolmant-Premac-Vittoria - Team Mendelspeck - Servetto-Makhymo-Beltrami TSA - Top Girls Fassa Bortolo - Valcar-Travel & Service |
| |

## Favorites
Amb la retirada de la guanyadora sortint, Anna van der Breggen, Annemiek van Vleuten, dues vegades guanyadora de la prova, era la principal favorita. Més encara quan algunes de les ciclistes més destacades (Demi Vollering, Lorena Wiebes, Ashleigh Moolman, Katarzina Niewiadoma, Marlen Reusser, Grace Brown o Ellen van Dijk) no hi van participar perquè es reservaven per al Tour de França. Les italianes Elisa Longo Borghini i Marta Cavalli també eren favorites a la victòria, així com Cecilie Uttrup Ludwig, Elise Chabbey i Niamh Fisher-Black.

## Etapes
| Etapa     | Data       | Ciutats d'etapa                             | type                      | Distància (km) | Desnivell (m) | Vencedora de l'etapa | Líder de la general  |
| --------- | ---------- | ------------------------------------------- | ------------------------- | -------------- | ------------- | -------------------- | -------------------- |
| 1a etapa  | 30 de juny | Càller – Càller                             | contrarellotge individual | 4,7            | 25 m          | Kristen Faulkner     | Kristen Faulkner     |
| 2a etapa  | 1 de jul   | Villasimius – Tortolì                       | etapa plana               | 106,5          | 1.181 m       | Elisa Balsamo        | Elisa Balsamo        |
| 3a etapa  | 2 de jul   | Cala Gonone – Òlbia                         | etapa plana               | 112,7          | 703 m         | Marianne Vos         | Elisa Balsamo        |
| 4a etapa  | 4 de jul   | Cesena – Cesena                             | etapa accidentada         | 120,9          | 1.811 m       | Annemiek van Vleuten | Annemiek van Vleuten |
| 5a etapa  | 5 de jul   | Carpi – Reggio de l’Emília                  | etapa plana               | 123,4          | 332 m         | Elisa Balsamo        | Annemiek van Vleuten |
| 6a etapa  | 6 de jul   | Sarnico – Bèrgam                            | etapa accidentada         | 114,7          | 1.008 m       | Marianne Vos         | Annemiek van Vleuten |
| 7a etapa  | 7 de jul   | Prevalle – Giogo del Maniva                 | etapa de muntanya         | 113,4          | 2.002 m       | Juliette Labous      | Annemiek van Vleuten |
| 8a etapa  | 8 de jul   | Rovereto – Aldeno                           | etapa de muntanya         | 92,2           | 2.333 m       | Annemiek van Vleuten | Annemiek van Vleuten |
| 9a etapa  | 9 de jul   | San Michele all'Adige – San Lorenzo Dorsino | etapa de muntanya         | 112,8          | 3.170 m       | Kristen Faulkner     | Annemiek van Vleuten |
| 10a etapa | 10 de jul  | Abano Terme – Pàdua                         | etapa accidentada         | 90,5           | 440 m         | Chiara Consonni      | Annemiek van Vleuten |

## Desenvolupament de la cursa

### 1a etapa
| \| Classificació de l'etapa \| Classificació de l'etapa \| Classificació de l'etapa \| Classificació de l'etapa \| Classificació de l'etapa \| \| Ciclista \| Ciclista \| Equip \| Temps \| \| \| ------------------------ \| ------------------------ \| ------------------------ \| ------------------------ \| ------------------------ \| \| 1r \| Kristen Faulkner \| Team BikeExchange-Jayco \| 5' 46" \| \| \| 2n \| Georgia Baker \| Team BikeExchange-Jayco \| + 4" \| \| \| 3r \| Elisa Balsamo \| Trek-Segafredo \| + 6" \| \| \| 4t \| Lotte Kopecky \| SD Worx \| + 6" \| \| \| 5è \| Elisa Longo Borghini \| Trek-Segafredo \| + 9" \| \| \| 6è \| Annemiek van Vleuten \| Movistar Team \| + 9" \| \| \| 7è \| Lucinda Brand \| Trek-Segafredo \| + 10" \| \| \| 8è \| Riejanne Markus \| Team Jumbo-Visma \| + 11" \| \| \| 9è \| Leah Thomas \| Trek-Segafredo \| + 11" \| \| \| 10è \| Anouska Koster \| Team Jumbo-Visma \| + 11" \| \| |                      |                         |        |
| |                      |                         |        |
| Font: ProCyclingStats |                      |                         |        |
| Classificació de l'etapa |                      |                         |        |
| Ciclista | Ciclista             | Equip                   | Temps  |
| 1r | Kristen Faulkner     | Team BikeExchange-Jayco | 5' 46" |
| 2n | Georgia Baker        | Team BikeExchange-Jayco | + 4"   |
| 3r | Elisa Balsamo        | Trek-Segafredo          | + 6"   |
| 4t | Lotte Kopecky        | SD Worx                 | + 6"   |
| 5è | Elisa Longo Borghini | Trek-Segafredo          | + 9"   |
| 6è | Annemiek van Vleuten | Movistar Team           | + 9"   |
| 7è | Lucinda Brand        | Trek-Segafredo          | + 10"  |
| 8è | Riejanne Markus      | Team Jumbo-Visma        | + 11"  |
| 9è | Leah Thomas          | Trek-Segafredo          | + 11"  |
| 10è | Anouska Koster       | Team Jumbo-Visma        | + 11"  |

| \| Classificació general \| Classificació general \| Classificació general \| Classificació general \| Classificació general \| \| Ciclista \| Ciclista \| Equip \| Temps \| \| \| --------------------- \| --------------------- \| ----------------------- \| --------------------- \| --------------------- \| \| 1r \| Kristen Faulkner \| Team BikeExchange-Jayco \| 5' 46" \| \| \| 2n \| Georgia Baker \| Team BikeExchange-Jayco \| + 4" \| \| \| 3r \| Elisa Balsamo \| Trek-Segafredo \| + 6" \| \| \| 4t \| Lotte Kopecky \| SD Worx \| + 6" \| \| \| 5è \| Elisa Longo Borghini \| Trek-Segafredo \| + 9" \| \| \| 6è \| Annemiek van Vleuten \| Movistar Team \| + 10" \| \| \| 7è \| Lucinda Brand \| Trek-Segafredo \| + 10" \| \| \| 8è \| Riejanne Markus \| Team Jumbo-Visma \| + 11" \| \| \| 9è \| Leah Thomas \| Trek-Segafredo \| + 12" \| \| \| 10è \| Anouska Koster \| Team Jumbo-Visma \| + 12" \| \| |                      |                         |        |
| |                      |                         |        |
| Font: ProCyclingStats |                      |                         |        |
| Classificació general |                      |                         |        |
| Ciclista | Ciclista             | Equip                   | Temps  |
| 1r | Kristen Faulkner     | Team BikeExchange-Jayco | 5' 46" |
| 2n | Georgia Baker        | Team BikeExchange-Jayco | + 4"   |
| 3r | Elisa Balsamo        | Trek-Segafredo          | + 6"   |
| 4t | Lotte Kopecky        | SD Worx                 | + 6"   |
| 5è | Elisa Longo Borghini | Trek-Segafredo          | + 9"   |
| 6è | Annemiek van Vleuten | Movistar Team           | + 10"  |
| 7è | Lucinda Brand        | Trek-Segafredo          | + 10"  |
| 8è | Riejanne Markus      | Team Jumbo-Visma        | + 11"  |
| 9è | Leah Thomas          | Trek-Segafredo          | + 12"  |
| 10è | Anouska Koster       | Team Jumbo-Visma        | + 12"  |

### 2a etapa
| \| Classificació de l'etapa \| Classificació de l'etapa \| Classificació de l'etapa \| Classificació de l'etapa \| Classificació de l'etapa \| \| Ciclista \| Ciclista \| Equip \| Temps \| \| \| ------------------------ \| ------------------------ \| ----------------------------- \| ------------------------ \| ------------------------ \| \| 1r \| Elisa Balsamo \| Trek-Segafredo \| 2h 39' 13" \| \| \| 2n \| Marianne Vos \| Team Jumbo-Visma \| + 0" \| \| \| 3r \| Charlotte Kool \| Team DSM \| + 0" \| \| \| 4t \| Lotte Kopecky \| SD Worx \| + 0" \| \| \| 5è \| Chiara Consonni \| Valcar-Travel & Service \| + 0" \| \| \| 6è \| Isotta Barbieri \| Servetto-Makhymo-Beltrami TSA \| + 0" \| \| \| 7è \| Georgia Baker \| Team BikeExchange-Jayco \| + 0" \| \| \| 8è \| Marta Bastianelli \| UAE Team ADQ \| + 0" \| \| \| 9è \| Silvia Zanardi \| Bepink \| + 0" \| \| \| 10è \| Lin Lea Teutenberg \| Ceratizit-WNT Pro Cycling \| + 0" \| \| |                    |                               |            |
| |                    |                               |            |
| Font: ProCyclingStats |                    |                               |            |
| Classificació de l'etapa |                    |                               |            |
| Ciclista | Ciclista           | Equip                         | Temps      |
| 1r | Elisa Balsamo      | Trek-Segafredo                | 2h 39' 13" |
| 2n | Marianne Vos       | Team Jumbo-Visma              | + 0"       |
| 3r | Charlotte Kool     | Team DSM                      | + 0"       |
| 4t | Lotte Kopecky      | SD Worx                       | + 0"       |
| 5è | Chiara Consonni    | Valcar-Travel & Service       | + 0"       |
| 6è | Isotta Barbieri    | Servetto-Makhymo-Beltrami TSA | + 0"       |
| 7è | Georgia Baker      | Team BikeExchange-Jayco       | + 0"       |
| 8è | Marta Bastianelli  | UAE Team ADQ                  | + 0"       |
| 9è | Silvia Zanardi     | Bepink                        | + 0"       |
| 10è | Lin Lea Teutenberg | Ceratizit-WNT Pro Cycling     | + 0"       |

| \| Classificació general \| Classificació general \| Classificació general \| Classificació general \| Classificació general \| \| Ciclista \| Ciclista \| Equip \| Temps \| \| \| --------------------- \| --------------------- \| ----------------------- \| --------------------- \| --------------------- \| \| 1r \| Elisa Balsamo \| Trek-Segafredo \| 2h 44' 54" \| \| \| 2n \| Georgia Baker \| Team BikeExchange-Jayco \| + 9" \| \| \| 3r \| Lotte Kopecky \| SD Worx \| + 10" \| \| \| 4t \| Marianne Vos \| Team Jumbo-Visma \| + 12" \| \| \| 5è \| Elisa Longo Borghini \| Trek-Segafredo \| + 15" \| \| \| 6è \| Emma Norsgaard \| Movistar Team \| + 18" \| \| \| 7è \| Kristen Faulkner \| Team BikeExchange-Jayco \| + 19" \| \| \| 8è \| Charlotte Kool \| Team DSM \| + 21" \| \| \| 9è \| Lucinda Brand \| Trek-Segafredo \| + 23" \| \| \| 10è \| Annemiek van Vleuten \| Movistar Team \| + 23" \| \| |                      |                         |            |
| |                      |                         |            |
| Font: ProCyclingStats |                      |                         |            |
| Classificació general |                      |                         |            |
| Ciclista | Ciclista             | Equip                   | Temps      |
| 1r | Elisa Balsamo        | Trek-Segafredo          | 2h 44' 54" |
| 2n | Georgia Baker        | Team BikeExchange-Jayco | + 9"       |
| 3r | Lotte Kopecky        | SD Worx                 | + 10"      |
| 4t | Marianne Vos         | Team Jumbo-Visma        | + 12"      |
| 5è | Elisa Longo Borghini | Trek-Segafredo          | + 15"      |
| 6è | Emma Norsgaard       | Movistar Team           | + 18"      |
| 7è | Kristen Faulkner     | Team BikeExchange-Jayco | + 19"      |
| 8è | Charlotte Kool       | Team DSM                | + 21"      |
| 9è | Lucinda Brand        | Trek-Segafredo          | + 23"      |
| 10è | Annemiek van Vleuten | Movistar Team           | + 23"      |

### 3a etapa
| \| Classificació de l'etapa \| Classificació de l'etapa \| Classificació de l'etapa \| Classificació de l'etapa \| Classificació de l'etapa \| \| Ciclista \| Ciclista \| Equip \| Temps \| \| \| ------------------------ \| ------------------------ \| ------------------------ \| ------------------------ \| ------------------------ \| \| 1r \| Marianne Vos \| Team Jumbo-Visma \| 2h 48' 22" \| \| \| 2n \| Charlotte Kool \| Team DSM \| + 0" \| \| \| 3r \| Elisa Balsamo \| Trek-Segafredo \| + 0" \| \| \| 4t \| Rachele Barbieri \| Liv Racing Xstra \| + 0" \| \| \| 5è \| Sofia Bertizzolo \| UAE Team ADQ \| + 0" \| \| \| 6è \| Lotte Kopecky \| SD Worx \| + 0" \| \| \| 7è \| Emma Norsgaard \| Movistar Team \| + 0" \| \| \| 8è \| Silvia Zanardi \| Bepink \| + 0" \| \| \| 9è \| Georgia Baker \| Team BikeExchange-Jayco \| + 0" \| \| \| 10è \| Chiara Consonni \| Valcar-Travel & Service \| + 0" \| \| |                  |                         |            |
| |                  |                         |            |
| Font: ProCyclingStats |                  |                         |            |
| Classificació de l'etapa |                  |                         |            |
| Ciclista | Ciclista         | Equip                   | Temps      |
| 1r | Marianne Vos     | Team Jumbo-Visma        | 2h 48' 22" |
| 2n | Charlotte Kool   | Team DSM                | + 0"       |
| 3r | Elisa Balsamo    | Trek-Segafredo          | + 0"       |
| 4t | Rachele Barbieri | Liv Racing Xstra        | + 0"       |
| 5è | Sofia Bertizzolo | UAE Team ADQ            | + 0"       |
| 6è | Lotte Kopecky    | SD Worx                 | + 0"       |
| 7è | Emma Norsgaard   | Movistar Team           | + 0"       |
| 8è | Silvia Zanardi   | Bepink                  | + 0"       |
| 9è | Georgia Baker    | Team BikeExchange-Jayco | + 0"       |
| 10è | Chiara Consonni  | Valcar-Travel & Service | + 0"       |

| \| Classificació general \| Classificació general \| Classificació general \| Classificació general \| Classificació general \| \| Ciclista \| Ciclista \| Equip \| Temps \| \| \| --------------------- \| --------------------- \| ----------------------- \| --------------------- \| --------------------- \| \| 1r \| Elisa Balsamo \| Trek-Segafredo \| 5h 33' 12" \| \| \| 2n \| Marianne Vos \| Team Jumbo-Visma \| + 6" \| \| \| 3r \| Georgia Baker \| Team BikeExchange-Jayco \| + 12" \| \| \| 4t \| Kristen Faulkner \| Team BikeExchange-Jayco \| + 14" \| \| \| 5è \| Lotte Kopecky \| SD Worx \| + 14" \| \| \| 6è \| Elisa Longo Borghini \| Trek-Segafredo \| + 17" \| \| \| 7è \| Annemiek van Vleuten \| Movistar Team \| + 18" \| \| \| 8è \| Charlotte Kool \| Team DSM \| + 19" \| \| \| 9è \| Emma Norsgaard \| Movistar Team \| + 20" \| \| \| 10è \| Lucinda Brand \| Trek-Segafredo \| + 24" \| \| |                      |                         |            |
| |                      |                         |            |
| Font: ProCyclingStats |                      |                         |            |
| Classificació general |                      |                         |            |
| Ciclista | Ciclista             | Equip                   | Temps      |
| 1r | Elisa Balsamo        | Trek-Segafredo          | 5h 33' 12" |
| 2n | Marianne Vos         | Team Jumbo-Visma        | + 6"       |
| 3r | Georgia Baker        | Team BikeExchange-Jayco | + 12"      |
| 4t | Kristen Faulkner     | Team BikeExchange-Jayco | + 14"      |
| 5è | Lotte Kopecky        | SD Worx                 | + 14"      |
| 6è | Elisa Longo Borghini | Trek-Segafredo          | + 17"      |
| 7è | Annemiek van Vleuten | Movistar Team           | + 18"      |
| 8è | Charlotte Kool       | Team DSM                | + 19"      |
| 9è | Emma Norsgaard       | Movistar Team           | + 20"      |
| 10è | Lucinda Brand        | Trek-Segafredo          | + 24"      |

### 4a etapa
| \| Classificació de l'etapa \| Classificació de l'etapa \| Classificació de l'etapa \| Classificació de l'etapa \| Classificació de l'etapa \| \| Ciclista \| Ciclista \| Equip \| Temps \| \| \| ------------------------ \| ---------------------------------- \| ---------------------------------- \| ------------------------ \| ------------------------ \| \| 1r \| Annemiek van Vleuten \| Movistar Team \| 3h 13' 13" \| \| \| 2n \| Margarita Victoria García Cañellas \| UAE Team ADQ \| + 1" \| \| \| 3r \| Marta Cavalli \| FDJ-Nouvelle Aquitaine-Futuroscope \| + 43" \| \| \| 4t \| Silvia Persico \| Valcar-Travel & Service \| + 4' 51" \| \| \| 5è \| Amanda Spratt \| Team BikeExchange-Jayco \| + 4' 51" \| \| \| 6è \| Elisa Longo Borghini \| Trek-Segafredo \| + 4' 51" \| \| \| 7è \| Elise Chabbey \| Canyon-SRAM Racing \| + 4' 51" \| \| \| 8è \| Erica Magnaldi \| UAE Team ADQ \| + 4' 51" \| \| \| 9è \| Cecilie Uttrup Ludwig \| FDJ-Nouvelle Aquitaine-Futuroscope \| + 4' 51" \| \| \| 10è \| Niamh Fisher-Black \| SD Worx \| + 4' 51" \| \| |                                    |                                    |            |
| |                                    |                                    |            |
| Font: ProCyclingStats |                                    |                                    |            |
| Classificació de l'etapa |                                    |                                    |            |
| Ciclista | Ciclista                           | Equip                              | Temps      |
| 1r | Annemiek van Vleuten               | Movistar Team                      | 3h 13' 13" |
| 2n | Margarita Victoria García Cañellas | UAE Team ADQ                       | + 1"       |
| 3r | Marta Cavalli                      | FDJ-Nouvelle Aquitaine-Futuroscope | + 43"      |
| 4t | Silvia Persico                     | Valcar-Travel & Service            | + 4' 51"   |
| 5è | Amanda Spratt                      | Team BikeExchange-Jayco            | + 4' 51"   |
| 6è | Elisa Longo Borghini               | Trek-Segafredo                     | + 4' 51"   |
| 7è | Elise Chabbey                      | Canyon-SRAM Racing                 | + 4' 51"   |
| 8è | Erica Magnaldi                     | UAE Team ADQ                       | + 4' 51"   |
| 9è | Cecilie Uttrup Ludwig              | FDJ-Nouvelle Aquitaine-Futuroscope | + 4' 51"   |
| 10è | Niamh Fisher-Black                 | SD Worx                            | + 4' 51"   |

| \| Classificació general \| Classificació general \| Classificació general \| Classificació general \| Classificació general \| \| Ciclista \| Ciclista \| Equip \| Temps \| \| \| --------------------- \| ---------------------------------- \| ---------------------------------- \| --------------------- \| --------------------- \| \| 1r \| Annemiek van Vleuten \| Movistar Team \| 8h 46' 33" \| \| \| 2n \| Margarita Victoria García Cañellas \| UAE Team ADQ \| + 25" \| \| \| 3r \| Marta Cavalli \| FDJ-Nouvelle Aquitaine-Futuroscope \| + 57" \| \| \| 4t \| Elisa Longo Borghini \| Trek-Segafredo \| + 5' 00" \| \| \| 5è \| Cecilie Uttrup Ludwig \| FDJ-Nouvelle Aquitaine-Futuroscope \| + 5' 13" \| \| \| 6è \| Amanda Spratt \| Team BikeExchange-Jayco \| + 5' 14" \| \| \| 7è \| Elise Chabbey \| Canyon-SRAM Racing \| + 5' 21" \| \| \| 8è \| Niamh Fisher-Black \| SD Worx \| + 5' 28" \| \| \| 9è \| Évita Muzic \| FDJ-Nouvelle Aquitaine-Futuroscope \| + 5' 29" \| \| \| 10è \| Silvia Persico \| Valcar-Travel & Service \| + 5' 29" \| \| |                                    |                                    |            |
| |                                    |                                    |            |
| Font: ProCyclingStats |                                    |                                    |            |
| Classificació general |                                    |                                    |            |
| Ciclista | Ciclista                           | Equip                              | Temps      |
| 1r | Annemiek van Vleuten               | Movistar Team                      | 8h 46' 33" |
| 2n | Margarita Victoria García Cañellas | UAE Team ADQ                       | + 25"      |
| 3r | Marta Cavalli                      | FDJ-Nouvelle Aquitaine-Futuroscope | + 57"      |
| 4t | Elisa Longo Borghini               | Trek-Segafredo                     | + 5' 00"   |
| 5è | Cecilie Uttrup Ludwig              | FDJ-Nouvelle Aquitaine-Futuroscope | + 5' 13"   |
| 6è | Amanda Spratt                      | Team BikeExchange-Jayco            | + 5' 14"   |
| 7è | Elise Chabbey                      | Canyon-SRAM Racing                 | + 5' 21"   |
| 8è | Niamh Fisher-Black                 | SD Worx                            | + 5' 28"   |
| 9è | Évita Muzic                        | FDJ-Nouvelle Aquitaine-Futuroscope | + 5' 29"   |
| 10è | Silvia Persico                     | Valcar-Travel & Service            | + 5' 29"   |

### 5a etapa
| \| Classificació de l'etapa \| Classificació de l'etapa \| Classificació de l'etapa \| Classificació de l'etapa \| Classificació de l'etapa \| \| Ciclista \| Ciclista \| Equip \| Temps \| \| \| ------------------------ \| ------------------------ \| ---------------------------------- \| ------------------------ \| ------------------------ \| \| 1r \| Elisa Balsamo \| Trek-Segafredo \| 3h 05' 02" \| \| \| 2n \| Charlotte Kool \| Team DSM \| + 0" \| \| \| 3r \| Marianne Vos \| Team Jumbo-Visma \| + 0" \| \| \| 4t \| Chiara Consonni \| Valcar-Travel & Service \| + 0" \| \| \| 5è \| Marta Bastianelli \| UAE Team ADQ \| + 0" \| \| \| 6è \| Arlenis Sierra Cañadilla \| Movistar Team \| + 0" \| \| \| 7è \| Rachele Barbieri \| Liv Racing Xstra \| + 0" \| \| \| 8è \| Clara Copponi \| FDJ-Nouvelle Aquitaine-Futuroscope \| + 0" \| \| \| 9è \| Emanuela Zanetti \| Isolmant-Premac-Vittoria \| + 0" \| \| \| 10è \| Lin Lea Teutenberg \| Ceratizit-WNT Pro Cycling \| + 0" \| \| |                          |                                    |            |
| |                          |                                    |            |
| Font: ProCyclingStats |                          |                                    |            |
| Classificació de l'etapa |                          |                                    |            |
| Ciclista | Ciclista                 | Equip                              | Temps      |
| 1r | Elisa Balsamo            | Trek-Segafredo                     | 3h 05' 02" |
| 2n | Charlotte Kool           | Team DSM                           | + 0"       |
| 3r | Marianne Vos             | Team Jumbo-Visma                   | + 0"       |
| 4t | Chiara Consonni          | Valcar-Travel & Service            | + 0"       |
| 5è | Marta Bastianelli        | UAE Team ADQ                       | + 0"       |
| 6è | Arlenis Sierra Cañadilla | Movistar Team                      | + 0"       |
| 7è | Rachele Barbieri         | Liv Racing Xstra                   | + 0"       |
| 8è | Clara Copponi            | FDJ-Nouvelle Aquitaine-Futuroscope | + 0"       |
| 9è | Emanuela Zanetti         | Isolmant-Premac-Vittoria           | + 0"       |
| 10è | Lin Lea Teutenberg       | Ceratizit-WNT Pro Cycling          | + 0"       |

| \| Classificació general \| Classificació general \| Classificació general \| Classificació general \| Classificació general \| \| Ciclista \| Ciclista \| Equip \| Temps \| \| \| --------------------- \| ---------------------------------- \| ---------------------------------- \| --------------------- \| --------------------- \| \| 1r \| Annemiek van Vleuten \| Movistar Team \| 11h 51' 35" \| \| \| 2n \| Margarita Victoria García Cañellas \| UAE Team ADQ \| + 25" \| \| \| 3r \| Marta Cavalli \| FDJ-Nouvelle Aquitaine-Futuroscope \| + 57" \| \| \| 4t \| Elisa Longo Borghini \| Trek-Segafredo \| + 5' 00" \| \| \| 5è \| Cecilie Uttrup Ludwig \| FDJ-Nouvelle Aquitaine-Futuroscope \| + 5' 13" \| \| \| 6è \| Amanda Spratt \| Team BikeExchange-Jayco \| + 5' 14" \| \| \| 7è \| Elise Chabbey \| Canyon-SRAM Racing \| + 5' 21" \| \| \| 8è \| Niamh Fisher-Black \| SD Worx \| + 5' 28" \| \| \| 9è \| Évita Muzic \| FDJ-Nouvelle Aquitaine-Futuroscope \| + 5' 29" \| \| \| 10è \| Silvia Persico \| Valcar-Travel & Service \| + 5' 29" \| \| |                                    |                                    |             |
| |                                    |                                    |             |
| Font: ProCyclingStats |                                    |                                    |             |
| Classificació general |                                    |                                    |             |
| Ciclista | Ciclista                           | Equip                              | Temps       |
| 1r | Annemiek van Vleuten               | Movistar Team                      | 11h 51' 35" |
| 2n | Margarita Victoria García Cañellas | UAE Team ADQ                       | + 25"       |
| 3r | Marta Cavalli                      | FDJ-Nouvelle Aquitaine-Futuroscope | + 57"       |
| 4t | Elisa Longo Borghini               | Trek-Segafredo                     | + 5' 00"    |
| 5è | Cecilie Uttrup Ludwig              | FDJ-Nouvelle Aquitaine-Futuroscope | + 5' 13"    |
| 6è | Amanda Spratt                      | Team BikeExchange-Jayco            | + 5' 14"    |
| 7è | Elise Chabbey                      | Canyon-SRAM Racing                 | + 5' 21"    |
| 8è | Niamh Fisher-Black                 | SD Worx                            | + 5' 28"    |
| 9è | Évita Muzic                        | FDJ-Nouvelle Aquitaine-Futuroscope | + 5' 29"    |
| 10è | Silvia Persico                     | Valcar-Travel & Service            | + 5' 29"    |

### 6a etapa
| \| Classificació de l'etapa \| Classificació de l'etapa \| Classificació de l'etapa \| Classificació de l'etapa \| Classificació de l'etapa \| \| Ciclista \| Ciclista \| Equip \| Temps \| \| \| ------------------------ \| ---------------------------------- \| ---------------------------------- \| ------------------------ \| ------------------------ \| \| 1r \| Marianne Vos \| Team Jumbo-Visma \| 2h 58' 30" \| \| \| 2n \| Lotte Kopecky \| SD Worx \| + 0" \| \| \| 3r \| Silvia Persico \| Valcar-Travel & Service \| + 0" \| \| \| 4t \| Kristen Faulkner \| Team BikeExchange-Jayco \| + 0" \| \| \| 5è \| Amanda Spratt \| Team BikeExchange-Jayco \| + 0" \| \| \| 6è \| Annemiek van Vleuten \| Movistar Team \| + 0" \| \| \| 7è \| Marta Cavalli \| FDJ-Nouvelle Aquitaine-Futuroscope \| + 0" \| \| \| 8è \| Margarita Victoria García Cañellas \| UAE Team ADQ \| + 0" \| \| \| 9è \| Elisa Longo Borghini \| Trek-Segafredo \| + 0" \| \| \| 10è \| Cecilie Uttrup Ludwig \| FDJ-Nouvelle Aquitaine-Futuroscope \| + 0" \| \| |                                    |                                    |            |
| |                                    |                                    |            |
| Font: ProCyclingStats |                                    |                                    |            |
| Classificació de l'etapa |                                    |                                    |            |
| Ciclista | Ciclista                           | Equip                              | Temps      |
| 1r | Marianne Vos                       | Team Jumbo-Visma                   | 2h 58' 30" |
| 2n | Lotte Kopecky                      | SD Worx                            | + 0"       |
| 3r | Silvia Persico                     | Valcar-Travel & Service            | + 0"       |
| 4t | Kristen Faulkner                   | Team BikeExchange-Jayco            | + 0"       |
| 5è | Amanda Spratt                      | Team BikeExchange-Jayco            | + 0"       |
| 6è | Annemiek van Vleuten               | Movistar Team                      | + 0"       |
| 7è | Marta Cavalli                      | FDJ-Nouvelle Aquitaine-Futuroscope | + 0"       |
| 8è | Margarita Victoria García Cañellas | UAE Team ADQ                       | + 0"       |
| 9è | Elisa Longo Borghini               | Trek-Segafredo                     | + 0"       |
| 10è | Cecilie Uttrup Ludwig              | FDJ-Nouvelle Aquitaine-Futuroscope | + 0"       |

| \| Classificació general \| Classificació general \| Classificació general \| Classificació general \| Classificació general \| \| Ciclista \| Ciclista \| Equip \| Temps \| \| \| --------------------- \| ---------------------------------- \| ---------------------------------- \| --------------------- \| --------------------- \| \| 1r \| Annemiek van Vleuten \| Movistar Team \| 14h 50' 05" \| \| \| 2n \| Margarita Victoria García Cañellas \| UAE Team ADQ \| + 25" \| \| \| 3r \| Marta Cavalli \| FDJ-Nouvelle Aquitaine-Futuroscope \| + 54" \| \| \| 4t \| Elisa Longo Borghini \| Trek-Segafredo \| + 5' 00" \| \| \| 5è \| Cecilie Uttrup Ludwig \| FDJ-Nouvelle Aquitaine-Futuroscope \| + 5' 13" \| \| \| 6è \| Amanda Spratt \| Team BikeExchange-Jayco \| + 5' 14" \| \| \| 7è \| Silvia Persico \| Valcar-Travel & Service \| + 5' 25" \| \| \| 8è \| Niamh Fisher-Black \| SD Worx \| + 5' 28" \| \| \| 9è \| Elise Chabbey \| Canyon-SRAM Racing \| + 5' 45" \| \| \| 10è \| Évita Muzic \| FDJ-Nouvelle Aquitaine-Futuroscope \| + 5' 55" \| \| |                                    |                                    |             |
| |                                    |                                    |             |
| Font: ProCyclingStats |                                    |                                    |             |
| Classificació general |                                    |                                    |             |
| Ciclista | Ciclista                           | Equip                              | Temps       |
| 1r | Annemiek van Vleuten               | Movistar Team                      | 14h 50' 05" |
| 2n | Margarita Victoria García Cañellas | UAE Team ADQ                       | + 25"       |
| 3r | Marta Cavalli                      | FDJ-Nouvelle Aquitaine-Futuroscope | + 54"       |
| 4t | Elisa Longo Borghini               | Trek-Segafredo                     | + 5' 00"    |
| 5è | Cecilie Uttrup Ludwig              | FDJ-Nouvelle Aquitaine-Futuroscope | + 5' 13"    |
| 6è | Amanda Spratt                      | Team BikeExchange-Jayco            | + 5' 14"    |
| 7è | Silvia Persico                     | Valcar-Travel & Service            | + 5' 25"    |
| 8è | Niamh Fisher-Black                 | SD Worx                            | + 5' 28"    |
| 9è | Elise Chabbey                      | Canyon-SRAM Racing                 | + 5' 45"    |
| 10è | Évita Muzic                        | FDJ-Nouvelle Aquitaine-Futuroscope | + 5' 55"    |

### 7a etapa
| \| Classificació de l'etapa \| Classificació de l'etapa \| Classificació de l'etapa \| Classificació de l'etapa \| Classificació de l'etapa \| \| Ciclista \| Ciclista \| Equip \| Temps \| \| \| ------------------------ \| ---------------------------------- \| ---------------------------------- \| ------------------------ \| ------------------------ \| \| 1r \| Juliette Labous \| Team DSM \| 3h 22' 36" \| \| \| 2n \| Annemiek van Vleuten \| Movistar Team \| + 1' 37" \| \| \| 3r \| Margarita Victoria García Cañellas \| UAE Team ADQ \| + 1' 41" \| \| \| 4t \| Marta Cavalli \| FDJ-Nouvelle Aquitaine-Futuroscope \| + 1' 47" \| \| \| 5è \| Elisa Longo Borghini \| Trek-Segafredo \| + 1' 50" \| \| \| 6è \| Niamh Fisher-Black \| SD Worx \| + 1' 57" \| \| \| 7è \| Gaia Realini \| Isolmant-Premac-Vittoria \| + 2' 13" \| \| \| 8è \| Amanda Spratt \| Team BikeExchange-Jayco \| + 2' 29" \| \| \| 9è \| Clara Koppenburg \| Cofidis \| + 2' 37" \| \| \| 10è \| Silvia Persico \| Valcar-Travel & Service \| + 2' 39" \| \| |                                    |                                    |            |
| |                                    |                                    |            |
| Font: ProCyclingStats |                                    |                                    |            |
| Classificació de l'etapa |                                    |                                    |            |
| Ciclista | Ciclista                           | Equip                              | Temps      |
| 1r | Juliette Labous                    | Team DSM                           | 3h 22' 36" |
| 2n | Annemiek van Vleuten               | Movistar Team                      | + 1' 37"   |
| 3r | Margarita Victoria García Cañellas | UAE Team ADQ                       | + 1' 41"   |
| 4t | Marta Cavalli                      | FDJ-Nouvelle Aquitaine-Futuroscope | + 1' 47"   |
| 5è | Elisa Longo Borghini               | Trek-Segafredo                     | + 1' 50"   |
| 6è | Niamh Fisher-Black                 | SD Worx                            | + 1' 57"   |
| 7è | Gaia Realini                       | Isolmant-Premac-Vittoria           | + 2' 13"   |
| 8è | Amanda Spratt                      | Team BikeExchange-Jayco            | + 2' 29"   |
| 9è | Clara Koppenburg                   | Cofidis                            | + 2' 37"   |
| 10è | Silvia Persico                     | Valcar-Travel & Service            | + 2' 39"   |

| \| Classificació general \| Classificació general \| Classificació general \| Classificació general \| Classificació general \| \| Ciclista \| Ciclista \| Equip \| Temps \| \| \| --------------------- \| ---------------------------------- \| ---------------------------------- \| --------------------- \| --------------------- \| \| 1r \| Annemiek van Vleuten \| Movistar Team \| 18h 14' 12" \| \| \| 2n \| Margarita Victoria García Cañellas \| UAE Team ADQ \| + 31" \| \| \| 3r \| Marta Cavalli \| FDJ-Nouvelle Aquitaine-Futuroscope \| + 1' 10" \| \| \| 4t \| Elisa Longo Borghini \| Trek-Segafredo \| + 5' 19" \| \| \| 5è \| Niamh Fisher-Black \| SD Worx \| + 5' 54" \| \| \| 6è \| Amanda Spratt \| Team BikeExchange-Jayco \| + 6' 12" \| \| \| 7è \| Cecilie Uttrup Ludwig \| FDJ-Nouvelle Aquitaine-Futuroscope \| + 6' 22" \| \| \| 8è \| Silvia Persico \| Valcar-Travel & Service \| + 6' 33" \| \| \| 9è \| Erica Magnaldi \| UAE Team ADQ \| + 8' 25" \| \| \| 10è \| Elise Chabbey \| Canyon-SRAM Racing \| + 8' 30" \| \| |                                    |                                    |             |
| |                                    |                                    |             |
| Font: ProCyclingStats |                                    |                                    |             |
| Classificació general |                                    |                                    |             |
| Ciclista | Ciclista                           | Equip                              | Temps       |
| 1r | Annemiek van Vleuten               | Movistar Team                      | 18h 14' 12" |
| 2n | Margarita Victoria García Cañellas | UAE Team ADQ                       | + 31"       |
| 3r | Marta Cavalli                      | FDJ-Nouvelle Aquitaine-Futuroscope | + 1' 10"    |
| 4t | Elisa Longo Borghini               | Trek-Segafredo                     | + 5' 19"    |
| 5è | Niamh Fisher-Black                 | SD Worx                            | + 5' 54"    |
| 6è | Amanda Spratt                      | Team BikeExchange-Jayco            | + 6' 12"    |
| 7è | Cecilie Uttrup Ludwig              | FDJ-Nouvelle Aquitaine-Futuroscope | + 6' 22"    |
| 8è | Silvia Persico                     | Valcar-Travel & Service            | + 6' 33"    |
| 9è | Erica Magnaldi                     | UAE Team ADQ                       | + 8' 25"    |
| 10è | Elise Chabbey                      | Canyon-SRAM Racing                 | + 8' 30"    |

### 8a etapa
| \| Classificació de l'etapa \| Classificació de l'etapa \| Classificació de l'etapa \| Classificació de l'etapa \| Classificació de l'etapa \| \| Ciclista \| Ciclista \| Equip \| Temps \| \| \| ------------------------ \| ---------------------------------- \| ---------------------------------- \| ------------------------ \| ------------------------ \| \| 1r \| Annemiek van Vleuten \| Movistar Team \| 3h 03' 16" \| \| \| 2n \| Marta Cavalli \| FDJ-Nouvelle Aquitaine-Futuroscope \| + 59" \| \| \| 3r \| Elisa Longo Borghini \| Trek-Segafredo \| + 1' 38" \| \| \| 4t \| Kristen Faulkner \| Team BikeExchange-Jayco \| + 1' 45" \| \| \| 5è \| Niamh Fisher-Black \| SD Worx \| + 3' 01" \| \| \| 6è \| Margarita Victoria García Cañellas \| UAE Team ADQ \| + 3' 01" \| \| \| 7è \| Juliette Labous \| Team DSM \| + 3' 01" \| \| \| 8è \| Cecilie Uttrup Ludwig \| FDJ-Nouvelle Aquitaine-Futuroscope \| + 3' 01" \| \| \| 9è \| Neve Bradbury \| Canyon-SRAM Racing \| + 3' 10" \| \| \| 10è \| Silvia Persico \| Valcar-Travel & Service \| + 3' 59" \| \| |                                    |                                    |            |
| |                                    |                                    |            |
| Font: ProCyclingStats |                                    |                                    |            |
| Classificació de l'etapa |                                    |                                    |            |
| Ciclista | Ciclista                           | Equip                              | Temps      |
| 1r | Annemiek van Vleuten               | Movistar Team                      | 3h 03' 16" |
| 2n | Marta Cavalli                      | FDJ-Nouvelle Aquitaine-Futuroscope | + 59"      |
| 3r | Elisa Longo Borghini               | Trek-Segafredo                     | + 1' 38"   |
| 4t | Kristen Faulkner                   | Team BikeExchange-Jayco            | + 1' 45"   |
| 5è | Niamh Fisher-Black                 | SD Worx                            | + 3' 01"   |
| 6è | Margarita Victoria García Cañellas | UAE Team ADQ                       | + 3' 01"   |
| 7è | Juliette Labous                    | Team DSM                           | + 3' 01"   |
| 8è | Cecilie Uttrup Ludwig              | FDJ-Nouvelle Aquitaine-Futuroscope | + 3' 01"   |
| 9è | Neve Bradbury                      | Canyon-SRAM Racing                 | + 3' 10"   |
| 10è | Silvia Persico                     | Valcar-Travel & Service            | + 3' 59"   |

| \| Classificació general \| Classificació general \| Classificació general \| Classificació general \| Classificació general \| \| Ciclista \| Ciclista \| Equip \| Temps \| \| \| --------------------- \| ---------------------------------- \| ---------------------------------- \| --------------------- \| --------------------- \| \| 1r \| Annemiek van Vleuten \| Movistar Team \| 21h 17' 18" \| \| \| 2n \| Marta Cavalli \| FDJ-Nouvelle Aquitaine-Futuroscope \| + 2' 13" \| \| \| 3r \| Margarita Victoria García Cañellas \| UAE Team ADQ \| + 3' 42" \| \| \| 4t \| Elisa Longo Borghini \| Trek-Segafredo \| + 7' 03" \| \| \| 5è \| Niamh Fisher-Black \| SD Worx \| + 9' 05" \| \| \| 6è \| Cecilie Uttrup Ludwig \| FDJ-Nouvelle Aquitaine-Futuroscope \| + 9' 33" \| \| \| 7è \| Silvia Persico \| Valcar-Travel & Service \| + 10' 41" \| \| \| 8è \| Erica Magnaldi \| UAE Team ADQ \| + 12' 35" \| \| \| 9è \| Juliette Labous \| Team DSM \| + 13' 25" \| \| \| 10è \| Elise Chabbey \| Canyon-SRAM Racing \| + 13' 29" \| \| |                                    |                                    |             |
| |                                    |                                    |             |
| Font: ProCyclingStats |                                    |                                    |             |
| Classificació general |                                    |                                    |             |
| Ciclista | Ciclista                           | Equip                              | Temps       |
| 1r | Annemiek van Vleuten               | Movistar Team                      | 21h 17' 18" |
| 2n | Marta Cavalli                      | FDJ-Nouvelle Aquitaine-Futuroscope | + 2' 13"    |
| 3r | Margarita Victoria García Cañellas | UAE Team ADQ                       | + 3' 42"    |
| 4t | Elisa Longo Borghini               | Trek-Segafredo                     | + 7' 03"    |
| 5è | Niamh Fisher-Black                 | SD Worx                            | + 9' 05"    |
| 6è | Cecilie Uttrup Ludwig              | FDJ-Nouvelle Aquitaine-Futuroscope | + 9' 33"    |
| 7è | Silvia Persico                     | Valcar-Travel & Service            | + 10' 41"   |
| 8è | Erica Magnaldi                     | UAE Team ADQ                       | + 12' 35"   |
| 9è | Juliette Labous                    | Team DSM                           | + 13' 25"   |
| 10è | Elise Chabbey                      | Canyon-SRAM Racing                 | + 13' 29"   |

### 9a etapa
| \| Classificació de l'etapa \| Classificació de l'etapa \| Classificació de l'etapa \| Classificació de l'etapa \| Classificació de l'etapa \| \| Ciclista \| Ciclista \| Equip \| Temps \| \| \| ------------------------ \| ---------------------------------- \| ---------------------------------- \| ------------------------ \| ------------------------ \| \| 1r \| Kristen Faulkner \| Team BikeExchange-Jayco \| 3h 36' 36" \| \| \| 2n \| Marta Cavalli \| FDJ-Nouvelle Aquitaine-Futuroscope \| + 59" \| \| \| 3r \| Elisa Longo Borghini \| Trek-Segafredo \| + 1' 14" \| \| \| 4t \| Annemiek van Vleuten \| Movistar Team \| + 1' 14" \| \| \| 5è \| Gaia Realini \| Isolmant-Premac-Vittoria \| + 1' 44" \| \| \| 6è \| Niamh Fisher-Black \| SD Worx \| + 3' 35" \| \| \| 7è \| Silvia Persico \| Valcar-Travel & Service \| + 3' 35" \| \| \| 8è \| Juliette Labous \| Team DSM \| + 3' 38" \| \| \| 9è \| Margarita Victoria García Cañellas \| UAE Team ADQ \| + 3' 42" \| \| \| 10è \| Erica Magnaldi \| UAE Team ADQ \| + 4' 06" \| \| |                                    |                                    |            |
| |                                    |                                    |            |
| Font: ProCyclingStats |                                    |                                    |            |
| Classificació de l'etapa |                                    |                                    |            |
| Ciclista | Ciclista                           | Equip                              | Temps      |
| 1r | Kristen Faulkner                   | Team BikeExchange-Jayco            | 3h 36' 36" |
| 2n | Marta Cavalli                      | FDJ-Nouvelle Aquitaine-Futuroscope | + 59"      |
| 3r | Elisa Longo Borghini               | Trek-Segafredo                     | + 1' 14"   |
| 4t | Annemiek van Vleuten               | Movistar Team                      | + 1' 14"   |
| 5è | Gaia Realini                       | Isolmant-Premac-Vittoria           | + 1' 44"   |
| 6è | Niamh Fisher-Black                 | SD Worx                            | + 3' 35"   |
| 7è | Silvia Persico                     | Valcar-Travel & Service            | + 3' 35"   |
| 8è | Juliette Labous                    | Team DSM                           | + 3' 38"   |
| 9è | Margarita Victoria García Cañellas | UAE Team ADQ                       | + 3' 42"   |
| 10è | Erica Magnaldi                     | UAE Team ADQ                       | + 4' 06"   |

| \| Classificació general \| Classificació general \| Classificació general \| Classificació general \| Classificació general \| \| Ciclista \| Ciclista \| Equip \| Temps \| \| \| --------------------- \| ---------------------------------- \| ---------------------------------- \| --------------------- \| --------------------- \| \| 1r \| Annemiek van Vleuten \| Movistar Team \| 24h 55' 08" \| \| \| 2n \| Marta Cavalli \| FDJ-Nouvelle Aquitaine-Futuroscope \| + 1' 52" \| \| \| 3r \| Margarita Victoria García Cañellas \| UAE Team ADQ \| + 6' 10" \| \| \| 4t \| Elisa Longo Borghini \| Trek-Segafredo \| + 6' 59" \| \| \| 5è \| Niamh Fisher-Black \| SD Worx \| + 11' 26" \| \| \| 6è \| Cecilie Uttrup Ludwig \| FDJ-Nouvelle Aquitaine-Futuroscope \| + 12' 28" \| \| \| 7è \| Silvia Persico \| Valcar-Travel & Service \| + 13' 22" \| \| \| 8è \| Erica Magnaldi \| UAE Team ADQ \| + 15' 27" \| \| \| 9è \| Juliette Labous \| Team DSM \| + 15' 49" \| \| \| 10è \| Neve Bradbury \| Canyon-SRAM Racing \| + 17' 43" \| \| |                                    |                                    |             |
| |                                    |                                    |             |
| Font: ProCyclingStats |                                    |                                    |             |
| Classificació general |                                    |                                    |             |
| Ciclista | Ciclista                           | Equip                              | Temps       |
| 1r | Annemiek van Vleuten               | Movistar Team                      | 24h 55' 08" |
| 2n | Marta Cavalli                      | FDJ-Nouvelle Aquitaine-Futuroscope | + 1' 52"    |
| 3r | Margarita Victoria García Cañellas | UAE Team ADQ                       | + 6' 10"    |
| 4t | Elisa Longo Borghini               | Trek-Segafredo                     | + 6' 59"    |
| 5è | Niamh Fisher-Black                 | SD Worx                            | + 11' 26"   |
| 6è | Cecilie Uttrup Ludwig              | FDJ-Nouvelle Aquitaine-Futuroscope | + 12' 28"   |
| 7è | Silvia Persico                     | Valcar-Travel & Service            | + 13' 22"   |
| 8è | Erica Magnaldi                     | UAE Team ADQ                       | + 15' 27"   |
| 9è | Juliette Labous                    | Team DSM                           | + 15' 49"   |
| 10è | Neve Bradbury                      | Canyon-SRAM Racing                 | + 17' 43"   |

### 10a etapa
| \| Classificació de l'etapa \| Classificació de l'etapa \| Classificació de l'etapa \| Classificació de l'etapa \| Classificació de l'etapa \| \| Ciclista \| Ciclista \| Equip \| Temps \| \| \| ------------------------ \| ------------------------ \| ---------------------------------- \| ------------------------ \| ------------------------ \| \| 1r \| Chiara Consonni \| Valcar-Travel & Service \| 2h 12' 04" \| \| \| 2n \| Rachele Barbieri \| Liv Racing Xstra \| + 0" \| \| \| 3r \| Emma Norsgaard \| Movistar Team \| + 0" \| \| \| 4t \| Elisa Balsamo \| Trek-Segafredo \| + 0" \| \| \| 5è \| Sofia Bertizzolo \| UAE Team ADQ \| + 0" \| \| \| 6è \| Karlijn Swinkels \| Team Jumbo-Visma \| + 0" \| \| \| 7è \| Clara Copponi \| FDJ-Nouvelle Aquitaine-Futuroscope \| + 0" \| \| \| 8è \| Lotte Kopecky \| SD Worx \| + 0" \| \| \| 9è \| Martina Fidanza \| Ceratizit-WNT Pro Cycling \| + 0" \| \| \| 10è \| Teniel Campbell \| Team BikeExchange-Jayco \| + 0" \| \| |                  |                                    |            |
| |                  |                                    |            |
| Font: ProCyclingStats |                  |                                    |            |
| Classificació de l'etapa |                  |                                    |            |
| Ciclista | Ciclista         | Equip                              | Temps      |
| 1r | Chiara Consonni  | Valcar-Travel & Service            | 2h 12' 04" |
| 2n | Rachele Barbieri | Liv Racing Xstra                   | + 0"       |
| 3r | Emma Norsgaard   | Movistar Team                      | + 0"       |
| 4t | Elisa Balsamo    | Trek-Segafredo                     | + 0"       |
| 5è | Sofia Bertizzolo | UAE Team ADQ                       | + 0"       |
| 6è | Karlijn Swinkels | Team Jumbo-Visma                   | + 0"       |
| 7è | Clara Copponi    | FDJ-Nouvelle Aquitaine-Futuroscope | + 0"       |
| 8è | Lotte Kopecky    | SD Worx                            | + 0"       |
| 9è | Martina Fidanza  | Ceratizit-WNT Pro Cycling          | + 0"       |
| 10è | Teniel Campbell  | Team BikeExchange-Jayco            | + 0"       |

## Classificacions finals

### Classificació general final
| \| Classificació general \| Classificació general \| Classificació general \| Classificació general \| Classificació general \| \| Ciclista \| Ciclista \| Equip \| Temps \| \| \| --------------------- \| ---------------------------------- \| ---------------------------------- \| --------------------- \| --------------------- \| \| 1r \| Annemiek van Vleuten \| Movistar Team \| 27h 07' 26" \| \| \| 2n \| Marta Cavalli \| FDJ-Nouvelle Aquitaine-Futuroscope \| + 1' 52" \| \| \| 3r \| Margarita Victoria García Cañellas \| UAE Team ADQ \| + 5' 56" \| \| \| 4t \| Elisa Longo Borghini \| Trek-Segafredo \| + 6' 45" \| \| \| 5è \| Niamh Fisher-Black \| SD Worx \| + 11' 12" \| \| \| 6è \| Cecilie Uttrup Ludwig \| FDJ-Nouvelle Aquitaine-Futuroscope \| + 12' 14" \| \| \| 7è \| Silvia Persico \| Valcar-Travel & Service \| + 13' 08" \| \| \| 8è \| Erica Magnaldi \| UAE Team ADQ \| + 15' 13" \| \| \| 9è \| Juliette Labous \| Team DSM \| + 15' 49" \| \| \| 10è \| Neve Bradbury \| Canyon-SRAM Racing \| + 17' 29" \| \| |                                    |                                    |             |
| |                                    |                                    |             |
| Font: ProCyclingStats |                                    |                                    |             |
| Classificació general |                                    |                                    |             |
| Ciclista | Ciclista                           | Equip                              | Temps       |
| 1r | Annemiek van Vleuten               | Movistar Team                      | 27h 07' 26" |
| 2n | Marta Cavalli                      | FDJ-Nouvelle Aquitaine-Futuroscope | + 1' 52"    |
| 3r | Margarita Victoria García Cañellas | UAE Team ADQ                       | + 5' 56"    |
| 4t | Elisa Longo Borghini               | Trek-Segafredo                     | + 6' 45"    |
| 5è | Niamh Fisher-Black                 | SD Worx                            | + 11' 12"   |
| 6è | Cecilie Uttrup Ludwig              | FDJ-Nouvelle Aquitaine-Futuroscope | + 12' 14"   |
| 7è | Silvia Persico                     | Valcar-Travel & Service            | + 13' 08"   |
| 8è | Erica Magnaldi                     | UAE Team ADQ                       | + 15' 13"   |
| 9è | Juliette Labous                    | Team DSM                           | + 15' 49"   |
| 10è | Neve Bradbury                      | Canyon-SRAM Racing                 | + 17' 29"   |

### Classificacions addicionals
| Classificació per punts | Classificació per punts            | Classificació per punts            | Classificació per punts | Classificació per punts |
| Ciclista                | Ciclista                           | Equip                              | Punts                   |                         |
| ----------------------- | ---------------------------------- | ---------------------------------- | ----------------------- | ----------------------- |
| 1r                      | Annemiek van Vleuten               | Movistar Team                      | 60 pts                  |                         |
| 2n                      | Elisa Balsamo                      | Trek-Segafredo                     | 58 pts                  |                         |
| 3r                      | Kristen Faulkner                   | Team BikeExchange-Jayco            | 46 pts                  |                         |
| 4t                      | Marta Cavalli                      | FDJ-Nouvelle Aquitaine-Futuroscope | 46 pts                  |                         |
| 5è                      | Elisa Longo Borghini               | Trek-Segafredo                     | 39 pts                  |                         |
| 6è                      | Lotte Kopecky                      | SD Worx                            | 36 pts                  |                         |
| 7è                      | Charlotte Kool                     | Team DSM                           | 34 pts                  |                         |
| 8è                      | Margarita Victoria García Cañellas | UAE Team ADQ                       | 32 pts                  |                         |
| 9è                      | Chiara Consonni                    | Valcar-Travel & Service            | 30 pts                  |                         |
| 10è                     | Rachele Barbieri                   | Liv Racing Xstra                   | 29 pts                  |                         |

| Classificació per punts | Classificació per punts            | Classificació per punts            | Classificació per punts | Classificació per punts |
| Ciclista                | Ciclista                           | Equip                              | Punts                   |                         |
| ----------------------- | ---------------------------------- | ---------------------------------- | ----------------------- | ----------------------- |
| 1r                      | Annemiek van Vleuten               | Movistar Team                      | 60 pts                  |                         |
| 2n                      | Elisa Balsamo                      | Trek-Segafredo                     | 58 pts                  |                         |
| 3r                      | Kristen Faulkner                   | Team BikeExchange-Jayco            | 46 pts                  |                         |
| 4t                      | Marta Cavalli                      | FDJ-Nouvelle Aquitaine-Futuroscope | 46 pts                  |                         |
| 5è                      | Elisa Longo Borghini               | Trek-Segafredo                     | 39 pts                  |                         |
| 6è                      | Lotte Kopecky                      | SD Worx                            | 36 pts                  |                         |
| 7è                      | Charlotte Kool                     | Team DSM                           | 34 pts                  |                         |
| 8è                      | Margarita Victoria García Cañellas | UAE Team ADQ                       | 32 pts                  |                         |
| 9è                      | Chiara Consonni                    | Valcar-Travel & Service            | 30 pts                  |                         |
| 10è                     | Rachele Barbieri                   | Liv Racing Xstra                   | 29 pts                  |                         |

| Classificació de la muntanya | Classificació de la muntanya       | Classificació de la muntanya       | Classificació de la muntanya | Classificació de la muntanya |
| Ciclista                     | Ciclista                           | Equip                              | Punts                        |                              |
| ---------------------------- | ---------------------------------- | ---------------------------------- | ---------------------------- | ---------------------------- |
| 1r                           | Kristen Faulkner                   | Team BikeExchange-Jayco            | 56 pts                       |                              |
| 2n                           | Elise Chabbey                      | Canyon-SRAM Racing                 | 46 pts                       |                              |
| 3r                           | Annemiek van Vleuten               | Movistar Team                      | 43 pts                       |                              |
| 4t                           | Marta Cavalli                      | FDJ-Nouvelle Aquitaine-Futuroscope | 33 pts                       |                              |
| 5è                           | Margarita Victoria García Cañellas | UAE Team ADQ                       | 30 pts                       |                              |
| 6è                           | Gaia Realini                       | Isolmant-Premac-Vittoria           | 29 pts                       |                              |
| 7è                           | Elisa Longo Borghini               | Trek-Segafredo                     | 25 pts                       |                              |
| 8è                           | Juliette Labous                    | Team DSM                           | 15 pts                       |                              |
| 9è                           | Évita Muzic                        | FDJ-Nouvelle Aquitaine-Futuroscope | 15 pts                       |                              |
| 10è                          | Cecilie Uttrup Ludwig              | FDJ-Nouvelle Aquitaine-Futuroscope | 13 pts                       |                              |

| Classificació de la muntanya | Classificació de la muntanya       | Classificació de la muntanya       | Classificació de la muntanya | Classificació de la muntanya |
| Ciclista                     | Ciclista                           | Equip                              | Punts                        |                              |
| ---------------------------- | ---------------------------------- | ---------------------------------- | ---------------------------- | ---------------------------- |
| 1r                           | Kristen Faulkner                   | Team BikeExchange-Jayco            | 56 pts                       |                              |
| 2n                           | Elise Chabbey                      | Canyon-SRAM Racing                 | 46 pts                       |                              |
| 3r                           | Annemiek van Vleuten               | Movistar Team                      | 43 pts                       |                              |
| 4t                           | Marta Cavalli                      | FDJ-Nouvelle Aquitaine-Futuroscope | 33 pts                       |                              |
| 5è                           | Margarita Victoria García Cañellas | UAE Team ADQ                       | 30 pts                       |                              |
| 6è                           | Gaia Realini                       | Isolmant-Premac-Vittoria           | 29 pts                       |                              |
| 7è                           | Elisa Longo Borghini               | Trek-Segafredo                     | 25 pts                       |                              |
| 8è                           | Juliette Labous                    | Team DSM                           | 15 pts                       |                              |
| 9è                           | Évita Muzic                        | FDJ-Nouvelle Aquitaine-Futuroscope | 15 pts                       |                              |
| 10è                          | Cecilie Uttrup Ludwig              | FDJ-Nouvelle Aquitaine-Futuroscope | 13 pts                       |                              |

| Classificació de la millor jove | Classificació de la millor jove | Classificació de la millor jove | Classificació de la millor jove | Classificació de la millor jove |
| Ciclista                        | Ciclista                        | Equip                           | Temps                           |                                 |
| ------------------------------- | ------------------------------- | ------------------------------- | ------------------------------- | ------------------------------- |
| 1r                              | Niamh Fisher-Black              | SD Worx                         | 27h 18' 38"                     |                                 |
| 2n                              | Neve Bradbury                   | Canyon-SRAM Racing              | + 6' 17"                        |                                 |
| 3r                              | Gaia Realini                    | Isolmant-Premac-Vittoria        | + 12' 26"                       |                                 |
| 4t                              | Petra Stiasny                   | Roland Cogeas-Edelweiss Squad   | + 33' 05"                       |                                 |
| 5è                              | Magdeleine Vallieres            | EF Education-TIBCO-SVB          | + 1h 05' 02"                    |                                 |
| 6è                              | Alice Palazzi                   | Top Girls Fassa Bortolo         | + 1h 07' 12"                    |                                 |
| 7è                              | Angela Oro                      | Team Mendelspeck                | + 1h 10' 32"                    |                                 |
| 8è                              | Cristina Tonetti                | Top Girls Fassa Bortolo         | + 1h 10' 34"                    |                                 |
| 9è                              | Blanka Vas                      | SD Worx                         | + 1h 15' 55"                    |                                 |
| 10è                             | Olivia Onesti                   | Cofidis                         | + 1h 19' 35"                    |                                 |

| Classificació de la millor jove | Classificació de la millor jove | Classificació de la millor jove | Classificació de la millor jove | Classificació de la millor jove |
| Ciclista                        | Ciclista                        | Equip                           | Temps                           |                                 |
| ------------------------------- | ------------------------------- | ------------------------------- | ------------------------------- | ------------------------------- |
| 1r                              | Niamh Fisher-Black              | SD Worx                         | 27h 18' 38"                     |                                 |
| 2n                              | Neve Bradbury                   | Canyon-SRAM Racing              | + 6' 17"                        |                                 |
| 3r                              | Gaia Realini                    | Isolmant-Premac-Vittoria        | + 12' 26"                       |                                 |
| 4t                              | Petra Stiasny                   | Roland Cogeas-Edelweiss Squad   | + 33' 05"                       |                                 |
| 5è                              | Magdeleine Vallieres            | EF Education-TIBCO-SVB          | + 1h 05' 02"                    |                                 |
| 6è                              | Alice Palazzi                   | Top Girls Fassa Bortolo         | + 1h 07' 12"                    |                                 |
| 7è                              | Angela Oro                      | Team Mendelspeck                | + 1h 10' 32"                    |                                 |
| 8è                              | Cristina Tonetti                | Top Girls Fassa Bortolo         | + 1h 10' 34"                    |                                 |
| 9è                              | Blanka Vas                      | SD Worx                         | + 1h 15' 55"                    |                                 |
| 10è                             | Olivia Onesti                   | Cofidis                         | + 1h 19' 35"                    |                                 |

## Evolució de les classificacions
| Etapa                  | Guanyadora             | Classificació general | Classificació per punts | Classificació de muntanya | Classificació de la millor jove | Classificació de la millor italiana | Classificació per equips       |
| ---------------------- | ---------------------- | --------------------- | ----------------------- | ------------------------- | ------------------------------- | ----------------------------------- | ------------------------------ |
| 1                      | Kristen Faulkner       | Kristen Faulkner      | Kristen Faulkner        | Elisa Balsamo             | Blanka Vas                      | Elisa Balsamo                       | Trek-Segafredo                 |
| 2                      | Elisa Balsamo          | Elisa Balsamo         | Elisa Balsamo           | Franziska Brausse         | Marta Jaskulska                 | Elisa Balsamo                       | Trek-Segafredo                 |
| 3                      | Marianne Vos           | Elisa Balsamo         | Elisa Balsamo           | Franziska Brausse         | Franziska Koch                  | Elisa Balsamo                       | Trek-Segafredo                 |
| 4                      | Annemiek van Vleuten   | Annemiek van Vleuten  | Elisa Balsamo           | Mavi Garcia               | Niamh Fisher-Black              | Marta Cavalli                       | FDJ-Nova Aquitània-Futuroscope |
| 5                      | Elisa Balsamo          | Annemiek van Vleuten  | Elisa Balsamo           | Mavi Garcia               | Niamh Fisher-Black              | Marta Cavalli                       | FDJ-Nova Aquitània-Futuroscope |
| 6                      | Marianne Vos           | Annemiek van Vleuten  | Marianne Vos            | Elise Chabbey             | Niamh Fisher-Black              | Marta Cavalli                       | FDJ-Nova Aquitània-Futuroscope |
| 7                      | Juliette Labous        | Annemiek van Vleuten  | Elisa Balsamo           | Elise Chabbey             | Niamh Fisher-Black              | Marta Cavalli                       | FDJ-Nova Aquitània-Futuroscope |
| 8                      | Annemiek van Vleuten   | Annemiek van Vleuten  | Annemiek van Vleuten    | Elise Chabbey             | Niamh Fisher-Black              | Marta Cavalli                       | FDJ-Nova Aquitània-Futuroscope |
| 9                      | Kristen Faulkner       | Annemiek van Vleuten  | Annemiek van Vleuten    | Kristen Faulkner          | Niamh Fisher-Black              | Marta Cavalli                       | FDJ-Nova Aquitània-Futuroscope |
| 10                     | Chiara Consoni         | Annemiek van Vleuten  | Annemiek van Vleuten    | Kristen Faulkner          | Niamh Fisher-Black              | Marta Cavalli                       | FDJ-Nova Aquitània-Futuroscope |
| Classificacions finals | Classificacions finals | Annemiek van Vleuten  | Annemiek van Vleuten    | Kristen Faulkner          | Niamh Fisher-Black              | Marta Cavalli                       | FDJ-Nova Aquitània-Futuroscope |

## Llista de participants
| SD Worx SDW | SD Worx SDW                            | SD Worx SDW |
| ----------- | -------------------------------------- | ----------- |
| Núm         | Ciclista                               | Pos         |
| 1           | Elena Cecchini (ITA)                   | 41è         |
| 2           | Uneken Lonneke (NED)                   | NP-3        |
| 3           | Niamh Fisher-Black (NZL)               | 5è          |
| 4           | Christine Majerus (LUX) (ruta i crono) | NP-7        |
| 5           | Blanka Vas (HUN) (ruta i crono)        | 51è         |
| 6           | Lotte Kopecky (BEL) (crono)            | 42è         |

| Aromitalia-Basso Bikes-Vaiano VAI | Aromitalia-Basso Bikes-Vaiano VAI | Aromitalia-Basso Bikes-Vaiano VAI |
| --------------------------------- | --------------------------------- | --------------------------------- |
| Núm                               | Ciclista                          | Pos                               |
| 11                                | Rasa Leleivytė (LTU) (ruta)       | 25è                               |
| 12                                | Francesca Baroni (ITA)            | 100è                              |
| 13                                | Inga Čilvinaitė (LTU) (crono)     | 72è                               |
| 14                                | Giulia Marchesini (ITA)           | 62è                               |
| 15                                | Sofia Collinelli (ITA)            | DNF-8                             |
| 16                                | Gemma Sernissi (ITA)              | 80è                               |

| Bepink BPK | Bepink BPK               | Bepink BPK |
| ---------- | ------------------------ | ---------- |
| Núm        | Ciclista                 | Pos        |
| 21         | Silvia Zanardi (ITA)     | NP-7       |
| 22         | Giorgia Vettorello (ITA) | 75è        |
| 23         | Nadia Quagliotto (ITA)   | 56è        |
| 24         | Letizia Brufani (ITA)    | 89è        |
| 25         | Markéta Hájková (CZE)    | 65è        |
| 26         | Matilde Vitillo (ITA)    | NP-7       |

| Bizkaia-Durango BDP | Bizkaia-Durango BDP           | Bizkaia-Durango BDP |
| ------------------- | ----------------------------- | ------------------- |
| Núm                 | Ciclista                      | Pos                 |
| 31                  | Alba Teruel Ribes (ESP)       | 111è                |
| 32                  | Lucía González Blanco (ESP)   | 55è                 |
| 33                  | Eukene Larrarte Arteaga (ESP) | 97è                 |
| 34                  | Catalina Soto (CHI) (crono)   | 76è                 |
| 35                  | Aileen Schweikart (GER)       | 18è                 |
| 36                  | Sofia Rodriguez Revert (ESP)  | 103è                |

| Canyon-SRAM Racing CSR | Canyon-SRAM Racing CSR  | Canyon-SRAM Racing CSR |
| ---------------------- | ----------------------- | ---------------------- |
| Núm                    | Ciclista                | Pos                    |
| 41                     | Sarah Roy (AUS)         | 71è                    |
| 42                     | Neve Bradbury (AUS)     | 10è                    |
| 43                     | Soraya Paladin (ITA)    | 36è                    |
| 44                     | Elise Chabbey (SUI)     | 12è                    |
| 45                     | Mikayla Harvey (NZL)    | 20è                    |
| 46                     | Alena Amialiússik (BLR) | 21è                    |

| Ceratizit-WNT Pro Cycling WNT | Ceratizit-WNT Pro Cycling WNT | Ceratizit-WNT Pro Cycling WNT |
| ----------------------------- | ----------------------------- | ----------------------------- |
| Núm                           | Ciclista                      | Pos                           |
| 51                            | Martina Fidanza (ITA)         | 93è                           |
| 52                            | Lara Vieceli (ITA)            | 95è                           |
| 53                            | Franziska Brauße (GER)        | DNF-6                         |
| 54                            | Marta Lach (POL)              | 34è                           |
| 55                            | Hanna Nilsson (SWE)           | 19è                           |
| 56                            | Lin Lea Teutenberg (GER)      | 73è                           |

| Cofidis COF | Cofidis COF            | Cofidis COF |
| ----------- | ---------------------- | ----------- |
| Núm         | Ciclista               | Pos         |
| 61          | Clara Koppenburg (GER) | DNF-8       |
| 62          | Victoire Berteau (FRA) | 68è         |
| 63          | Martina Alzini (ITA)   | 48è         |
| 64          | Olivia Onesti (FRA)    | 57è         |
| 65          | Rachel Neylan (AUS)    | NP-1        |
| 66          | Sandra Levenez (FRA)   | 58è         |

| Colombia Tierra de Atletas CTF | Colombia Tierra de Atletas CTF      | Colombia Tierra de Atletas CTF |
| ------------------------------ | ----------------------------------- | ------------------------------ |
| Núm                            | Ciclista                            | Pos                            |
| 71                             | Elizabeth Castaño (COL)             | DNF-6                          |
| 72                             | Lorena Colmenares (COL)             | NP-5                           |
| 73                             | Jennifer Ducuara (COL)              | 52è                            |
| 74                             | Lina Marcela Hernández (COL) (ruta) | DNF-10                         |
| 75                             | Estefanía Herrera (COL)             | 107è                           |
| 76                             | Jessenia Meneses (COL)              | 92è                            |

| EF Education-TIBCO-SVB TIB | EF Education-TIBCO-SVB TIB    | EF Education-TIBCO-SVB TIB |
| -------------------------- | ----------------------------- | -------------------------- |
| Núm                        | Ciclista                      | Pos                        |
| 81                         | Kristabel Doebel-Hickok (USA) | 15è                        |
| 82                         | Letizia Borghesi (ITA)        | 81è                        |
| 83                         | Magdeleine Vallieres (CAN)    | 38è                        |
| 84                         | Kathrin Hammes (GER)          | 29è                        |
| 85                         | Abi Smith (GBR)               | 91è                        |
| 86                         | Sara Poidevin (CAN)           | 85è                        |

| FDJ-Nouvelle Aquitaine-Futuroscope FSF | FDJ-Nouvelle Aquitaine-Futuroscope FSF | FDJ-Nouvelle Aquitaine-Futuroscope FSF |
| -------------------------------------- | -------------------------------------- | -------------------------------------- |
| Núm                                    | Ciclista                               | Pos                                    |
| 91                                     | Marta Cavalli (ITA)                    | 2n                                     |
| 92                                     | Brodie Chapman (AUS)                   | 28è                                    |
| 93                                     | Clara Copponi (FRA)                    | 105è                                   |
| 94                                     | Emilia Fahlin (SWE)                    | 88è                                    |
| 95                                     | Cecilie Uttrup Ludwig (DEN) (ruta)     | 6è                                     |
| 96                                     | Évita Muzic (FRA)                      | 14è                                    |

| Isolmant-Premac-Vittoria SBT | Isolmant-Premac-Vittoria SBT | Isolmant-Premac-Vittoria SBT |
| ---------------------------- | ---------------------------- | ---------------------------- |
| Núm                          | Ciclista                     | Pos                          |
| 101                          | Gaia Realini (ITA)           | 13è                          |
| 102                          | Alice Gasparini (ITA)        | 84è                          |
| 103                          | Noemi Lucrezia Eremita (ITA) | 112è                         |
| 104                          | Asia Zontone (ITA)           | DNF-4                        |
| 105                          | Emanuela Zanetti (ITA)       | 113è                         |
| 106                          | Beatrice Rossato (ITA)       | 35è                          |

| Liv Racing Xstra LIV | Liv Racing Xstra LIV          | Liv Racing Xstra LIV |
| -------------------- | ----------------------------- | -------------------- |
| Núm                  | Ciclista                      | Pos                  |
| 111                  | Rachele Barbieri (ITA)        | 39è                  |
| 112                  | Marta Jaskulska (POL)         | 77è                  |
| 113                  | Thalita de Jong (NED)         | 32è                  |
| 114                  | Katia Ragusa (ITA)            | 50è                  |
| 115                  | Quinty Ton (NED)              | DNF-8                |
| 116                  | Tereza Neumanová (CZE) (ruta) | NP-8                 |

| Movistar Team MOV | Movistar Team MOV              | Movistar Team MOV |
| ----------------- | ------------------------------ | ----------------- |
| Núm               | Ciclista                       | Pos               |
| 121               | Emma Norsgaard (DEN) (crono)   | 99è               |
| 122               | Aude Biannic (FRA)             | 106è              |
| 123               | Jelena Erić (SRB) (ruta)       | 43è               |
| 124               | Paula Patiño (COL)             | 26è               |
| 125               | Arlenis Sierra Cañadilla (CUB) | NP-7              |
| 126               | Annemiek van Vleuten (NED)     | 1r                |

| Roland Cogeas-Edelweiss Squad CGS | Roland Cogeas-Edelweiss Squad CGS | Roland Cogeas-Edelweiss Squad CGS |
| --------------------------------- | --------------------------------- | --------------------------------- |
| Núm                               | Ciclista                          | Pos                               |
| 131                               | Caroline Baur (SUI) (ruta)        | 66è                               |
| 132                               | Rotem Gafinovitz (ISR)            | 74è                               |
| 133                               | Aline Seitz (SUI)                 | 101è                              |
| 134                               | Petra Stiasny (SUI)               | 22è                               |
| 135                               | Anna Gabrielle Traxler (CAN)      | 45è                               |
| 136                               | Olga Zabelínskaia (UZB)           | DNF-6                             |

| Servetto-Makhymo-Beltrami TSA SER | Servetto-Makhymo-Beltrami TSA SER | Servetto-Makhymo-Beltrami TSA SER |
| --------------------------------- | --------------------------------- | --------------------------------- |
| Núm                               | Ciclista                          | Pos                               |
| 141                               | Milagro Mena Solano (CRC)         | 87è                               |
| 142                               | Anna Potokina (RUS)               | NP-2                              |
| 143                               | Sofia Barbieri (ITA)              | 110è                              |
| 144                               | Isotta Barbieri (ITA)             | DNF-2                             |
| 145                               | Maryna Ivaniuk (UKR)              | DNF-6                             |
| 146                               | Viktoria Melnitxuk (UKR)          | DNF-3                             |

| Team BikeExchange-Jayco BEX | Team BikeExchange-Jayco BEX    | Team BikeExchange-Jayco BEX |
| --------------------------- | ------------------------------ | --------------------------- |
| Núm                         | Ciclista                       | Pos                         |
| 151                         | Amanda Spratt (AUS)            | NP-8                        |
| 152                         | Georgia Williams (NZL) (crono) | 33è                         |
| 153                         | Kristen Faulkner (USA)         | 11è                         |
| 154                         | Georgia Baker (AUS)            | NP-8                        |
| 155                         | Nina Kessler (NED)             | 69è                         |
| 156                         | Teniel Campbell (TTO)          | 83è                         |

| Team DSM DSM | Team DSM DSM           | Team DSM DSM |
| ------------ | ---------------------- | ------------ |
| Núm          | Ciclista               | Pos          |
| 161          | Megan Jastrab (USA)    | 86è          |
| 162          | Leah Kirchmann (CAN)   | 90è          |
| 163          | Franziska Koch (GER)   | 82è          |
| 164          | Charlotte Kool (NED)   | 104è         |
| 165          | Juliette Labous (FRA)  | 9è           |
| 166          | Floortje Mackaij (NED) | NP-1         |

| Team Jumbo-Visma TJV | Team Jumbo-Visma TJV         | Team Jumbo-Visma TJV |
| -------------------- | ---------------------------- | -------------------- |
| Núm                  | Ciclista                     | Pos                  |
| 171                  | Amber Kraak (NED)            | 53è                  |
| 172                  | Marianne Vos (NED)           | NP-7                 |
| 173                  | Anouska Koster (NED)         | 16è                  |
| 174                  | Riejanne Markus (NED) (ruta) | NP-6                 |
| 175                  | Karlijn Swinkels (NED)       | 79è                  |
| 176                  | Romy Kasper (GER)            | 37è                  |

| Team Mendelspeck MDS | Team Mendelspeck MDS     | Team Mendelspeck MDS |
| -------------------- | ------------------------ | -------------------- |
| Núm                  | Ciclista                 | Pos                  |
| 181                  | Eva Maria Gatscher (ITA) | 31è                  |
| 182                  | Vania Canvelli (ITA)     | 64è                  |
| 183                  | Francesca Pisciali (ITA) | 102è                 |
| 184                  | Angela Oro (ITA)         | 46è                  |
| 185                  | Alessia Missiaggia (ITA) | 109è                 |
| 186                  | Beatrice Pozzobon (ITA)  | 108è                 |

| Top Girls Fassa Bortolo TOP | Top Girls Fassa Bortolo TOP | Top Girls Fassa Bortolo TOP |
| --------------------------- | --------------------------- | --------------------------- |
| Núm                         | Ciclista                    | Pos                         |
| 191                         | Giorgia Bariani (ITA)       | 60è                         |
| 192                         | Greta Marturano (ITA)       | 23è                         |
| 193                         | Iris Monticolo (ITA)        | 78è                         |
| 194                         | Alice Palazzi (ITA)         | 44è                         |
| 195                         | Cristina Tonetti (ITA)      | 47è                         |
| 196                         | Alessia Vigilia (ITA)       | 27è                         |

| Trek-Segafredo TFS | Trek-Segafredo TFS                 | Trek-Segafredo TFS |
| ------------------ | ---------------------------------- | ------------------ |
| Núm                | Ciclista                           | Pos                |
| 201                | Elisa Balsamo (ITA) (ruta)         | 49è                |
| 202                | Lucinda Brand (NED)                | 17è                |
| 203                | Amalie Dideriksen (DEN)            | 94è                |
| 204                | Lauretta Hanson (AUS)              | 98è                |
| 205                | Elisa Longo Borghini (ITA) (crono) | 4t                 |
| 206                | Leah Thomas (USA)                  | 24è                |

| UAE Team ADQ UAD | UAE Team ADQ UAD                                        | UAE Team ADQ UAD |
| ---------------- | ------------------------------------------------------- | ---------------- |
| Núm              | Ciclista                                                | Pos              |
| 211              | Margarita Victoria García Cañellas (ESP) (ruta i crono) | 3r               |
| 212              | Erica Magnaldi (ITA)                                    | 8è               |
| 213              | Laura Tomasi (ITA)                                      | NP-1             |
| 214              | Marta Bastianelli (ITA)                                 | 40è              |
| 215              | Sofia Bertizzolo (ITA)                                  | 61è              |
| 216              | Anna Trevisi (ITA)                                      | 63è              |

| Uno-X Pro Cycling Team UXT | Uno-X Pro Cycling Team UXT | Uno-X Pro Cycling Team UXT |
| -------------------------- | -------------------------- | -------------------------- |
| Núm                        | Ciclista                   | Pos                        |
| 221                        | Wilma Olausson (SWE)       | DNF-4                      |
| 222                        | Hannah Barnes (GBR)        | 96è                        |
| 223                        | Marte Berg Edseth (NOR)    | DNF-8                      |
| 224                        | Hannah Ludwig (GER)        | NP-2                       |
| 225                        | Amalie Lutro (NOR)         | 67è                        |
| 226                        | Julie Leth (DEN)           | DNF-9                      |

| Valcar-Travel & Service VAL | Valcar-Travel & Service VAL      | Valcar-Travel & Service VAL |
| --------------------------- | -------------------------------- | --------------------------- |
| Núm                         | Ciclista                         | Pos                         |
| 231                         | Olivia Baril (CAN)               | DNF-3                       |
| 232                         | Alice Maria Arzuffi (ITA)        | 30è                         |
| 233                         | Silvia Persico (ITA)             | 7è                          |
| 234                         | Chiara Consonni (ITA)            | 59è                         |
| 235                         | Karolina Kumięga (POL)           | 54è                         |
| 236                         | Anastasia Carbonari (LAT) (ruta) | 70è                         |

| SD Worx SDW | SD Worx SDW                            | SD Worx SDW |
| ----------- | -------------------------------------- | ----------- |
| Núm         | Ciclista                               | Pos         |
| 1           | Elena Cecchini (ITA)                   | 41è         |
| 2           | Uneken Lonneke (NED)                   | NP-3        |
| 3           | Niamh Fisher-Black (NZL)               | 5è          |
| 4           | Christine Majerus (LUX) (ruta i crono) | NP-7        |
| 5           | Blanka Vas (HUN) (ruta i crono)        | 51è         |
| 6           | Lotte Kopecky (BEL) (crono)            | 42è         |

| Aromitalia-Basso Bikes-Vaiano VAI | Aromitalia-Basso Bikes-Vaiano VAI | Aromitalia-Basso Bikes-Vaiano VAI |
| --------------------------------- | --------------------------------- | --------------------------------- |
| Núm                               | Ciclista                          | Pos                               |
| 11                                | Rasa Leleivytė (LTU) (ruta)       | 25è                               |
| 12                                | Francesca Baroni (ITA)            | 100è                              |
| 13                                | Inga Čilvinaitė (LTU) (crono)     | 72è                               |
| 14                                | Giulia Marchesini (ITA)           | 62è                               |
| 15                                | Sofia Collinelli (ITA)            | DNF-8                             |
| 16                                | Gemma Sernissi (ITA)              | 80è                               |

| Bepink BPK | Bepink BPK               | Bepink BPK |
| ---------- | ------------------------ | ---------- |
| Núm        | Ciclista                 | Pos        |
| 21         | Silvia Zanardi (ITA)     | NP-7       |
| 22         | Giorgia Vettorello (ITA) | 75è        |
| 23         | Nadia Quagliotto (ITA)   | 56è        |
| 24         | Letizia Brufani (ITA)    | 89è        |
| 25         | Markéta Hájková (CZE)    | 65è        |
| 26         | Matilde Vitillo (ITA)    | NP-7       |

| Bizkaia-Durango BDP | Bizkaia-Durango BDP           | Bizkaia-Durango BDP |
| ------------------- | ----------------------------- | ------------------- |
| Núm                 | Ciclista                      | Pos                 |
| 31                  | Alba Teruel Ribes (ESP)       | 111è                |
| 32                  | Lucía González Blanco (ESP)   | 55è                 |
| 33                  | Eukene Larrarte Arteaga (ESP) | 97è                 |
| 34                  | Catalina Soto (CHI) (crono)   | 76è                 |
| 35                  | Aileen Schweikart (GER)       | 18è                 |
| 36                  | Sofia Rodriguez Revert (ESP)  | 103è                |

| Canyon-SRAM Racing CSR | Canyon-SRAM Racing CSR  | Canyon-SRAM Racing CSR |
| ---------------------- | ----------------------- | ---------------------- |
| Núm                    | Ciclista                | Pos                    |
| 41                     | Sarah Roy (AUS)         | 71è                    |
| 42                     | Neve Bradbury (AUS)     | 10è                    |
| 43                     | Soraya Paladin (ITA)    | 36è                    |
| 44                     | Elise Chabbey (SUI)     | 12è                    |
| 45                     | Mikayla Harvey (NZL)    | 20è                    |
| 46                     | Alena Amialiússik (BLR) | 21è                    |

| Ceratizit-WNT Pro Cycling WNT | Ceratizit-WNT Pro Cycling WNT | Ceratizit-WNT Pro Cycling WNT |
| ----------------------------- | ----------------------------- | ----------------------------- |
| Núm                           | Ciclista                      | Pos                           |
| 51                            | Martina Fidanza (ITA)         | 93è                           |
| 52                            | Lara Vieceli (ITA)            | 95è                           |
| 53                            | Franziska Brauße (GER)        | DNF-6                         |
| 54                            | Marta Lach (POL)              | 34è                           |
| 55                            | Hanna Nilsson (SWE)           | 19è                           |
| 56                            | Lin Lea Teutenberg (GER)      | 73è                           |

| Cofidis COF | Cofidis COF            | Cofidis COF |
| ----------- | ---------------------- | ----------- |
| Núm         | Ciclista               | Pos         |
| 61          | Clara Koppenburg (GER) | DNF-8       |
| 62          | Victoire Berteau (FRA) | 68è         |
| 63          | Martina Alzini (ITA)   | 48è         |
| 64          | Olivia Onesti (FRA)    | 57è         |
| 65          | Rachel Neylan (AUS)    | NP-1        |
| 66          | Sandra Levenez (FRA)   | 58è         |

| Colombia Tierra de Atletas CTF | Colombia Tierra de Atletas CTF      | Colombia Tierra de Atletas CTF |
| ------------------------------ | ----------------------------------- | ------------------------------ |
| Núm                            | Ciclista                            | Pos                            |
| 71                             | Elizabeth Castaño (COL)             | DNF-6                          |
| 72                             | Lorena Colmenares (COL)             | NP-5                           |
| 73                             | Jennifer Ducuara (COL)              | 52è                            |
| 74                             | Lina Marcela Hernández (COL) (ruta) | DNF-10                         |
| 75                             | Estefanía Herrera (COL)             | 107è                           |
| 76                             | Jessenia Meneses (COL)              | 92è                            |

| EF Education-TIBCO-SVB TIB | EF Education-TIBCO-SVB TIB    | EF Education-TIBCO-SVB TIB |
| -------------------------- | ----------------------------- | -------------------------- |
| Núm                        | Ciclista                      | Pos                        |
| 81                         | Kristabel Doebel-Hickok (USA) | 15è                        |
| 82                         | Letizia Borghesi (ITA)        | 81è                        |
| 83                         | Magdeleine Vallieres (CAN)    | 38è                        |
| 84                         | Kathrin Hammes (GER)          | 29è                        |
| 85                         | Abi Smith (GBR)               | 91è                        |
| 86                         | Sara Poidevin (CAN)           | 85è                        |

| FDJ-Nouvelle Aquitaine-Futuroscope FSF | FDJ-Nouvelle Aquitaine-Futuroscope FSF | FDJ-Nouvelle Aquitaine-Futuroscope FSF |
| -------------------------------------- | -------------------------------------- | -------------------------------------- |
| Núm                                    | Ciclista                               | Pos                                    |
| 91                                     | Marta Cavalli (ITA)                    | 2n                                     |
| 92                                     | Brodie Chapman (AUS)                   | 28è                                    |
| 93                                     | Clara Copponi (FRA)                    | 105è                                   |
| 94                                     | Emilia Fahlin (SWE)                    | 88è                                    |
| 95                                     | Cecilie Uttrup Ludwig (DEN) (ruta)     | 6è                                     |
| 96                                     | Évita Muzic (FRA)                      | 14è                                    |

| Isolmant-Premac-Vittoria SBT | Isolmant-Premac-Vittoria SBT | Isolmant-Premac-Vittoria SBT |
| ---------------------------- | ---------------------------- | ---------------------------- |
| Núm                          | Ciclista                     | Pos                          |
| 101                          | Gaia Realini (ITA)           | 13è                          |
| 102                          | Alice Gasparini (ITA)        | 84è                          |
| 103                          | Noemi Lucrezia Eremita (ITA) | 112è                         |
| 104                          | Asia Zontone (ITA)           | DNF-4                        |
| 105                          | Emanuela Zanetti (ITA)       | 113è                         |
| 106                          | Beatrice Rossato (ITA)       | 35è                          |

| Liv Racing Xstra LIV | Liv Racing Xstra LIV          | Liv Racing Xstra LIV |
| -------------------- | ----------------------------- | -------------------- |
| Núm                  | Ciclista                      | Pos                  |
| 111                  | Rachele Barbieri (ITA)        | 39è                  |
| 112                  | Marta Jaskulska (POL)         | 77è                  |
| 113                  | Thalita de Jong (NED)         | 32è                  |
| 114                  | Katia Ragusa (ITA)            | 50è                  |
| 115                  | Quinty Ton (NED)              | DNF-8                |
| 116                  | Tereza Neumanová (CZE) (ruta) | NP-8                 |

| Movistar Team MOV | Movistar Team MOV              | Movistar Team MOV |
| ----------------- | ------------------------------ | ----------------- |
| Núm               | Ciclista                       | Pos               |
| 121               | Emma Norsgaard (DEN) (crono)   | 99è               |
| 122               | Aude Biannic (FRA)             | 106è              |
| 123               | Jelena Erić (SRB) (ruta)       | 43è               |
| 124               | Paula Patiño (COL)             | 26è               |
| 125               | Arlenis Sierra Cañadilla (CUB) | NP-7              |
| 126               | Annemiek van Vleuten (NED)     | 1r                |

| Roland Cogeas-Edelweiss Squad CGS | Roland Cogeas-Edelweiss Squad CGS | Roland Cogeas-Edelweiss Squad CGS |
| --------------------------------- | --------------------------------- | --------------------------------- |
| Núm                               | Ciclista                          | Pos                               |
| 131                               | Caroline Baur (SUI) (ruta)        | 66è                               |
| 132                               | Rotem Gafinovitz (ISR)            | 74è                               |
| 133                               | Aline Seitz (SUI)                 | 101è                              |
| 134                               | Petra Stiasny (SUI)               | 22è                               |
| 135                               | Anna Gabrielle Traxler (CAN)      | 45è                               |
| 136                               | Olga Zabelínskaia (UZB)           | DNF-6                             |

| Servetto-Makhymo-Beltrami TSA SER | Servetto-Makhymo-Beltrami TSA SER | Servetto-Makhymo-Beltrami TSA SER |
| --------------------------------- | --------------------------------- | --------------------------------- |
| Núm                               | Ciclista                          | Pos                               |
| 141                               | Milagro Mena Solano (CRC)         | 87è                               |
| 142                               | Anna Potokina (RUS)               | NP-2                              |
| 143                               | Sofia Barbieri (ITA)              | 110è                              |
| 144                               | Isotta Barbieri (ITA)             | DNF-2                             |
| 145                               | Maryna Ivaniuk (UKR)              | DNF-6                             |
| 146                               | Viktoria Melnitxuk (UKR)          | DNF-3                             |

| Team BikeExchange-Jayco BEX | Team BikeExchange-Jayco BEX    | Team BikeExchange-Jayco BEX |
| --------------------------- | ------------------------------ | --------------------------- |
| Núm                         | Ciclista                       | Pos                         |
| 151                         | Amanda Spratt (AUS)            | NP-8                        |
| 152                         | Georgia Williams (NZL) (crono) | 33è                         |
| 153                         | Kristen Faulkner (USA)         | 11è                         |
| 154                         | Georgia Baker (AUS)            | NP-8                        |
| 155                         | Nina Kessler (NED)             | 69è                         |
| 156                         | Teniel Campbell (TTO)          | 83è                         |

| Team DSM DSM | Team DSM DSM           | Team DSM DSM |
| ------------ | ---------------------- | ------------ |
| Núm          | Ciclista               | Pos          |
| 161          | Megan Jastrab (USA)    | 86è          |
| 162          | Leah Kirchmann (CAN)   | 90è          |
| 163          | Franziska Koch (GER)   | 82è          |
| 164          | Charlotte Kool (NED)   | 104è         |
| 165          | Juliette Labous (FRA)  | 9è           |
| 166          | Floortje Mackaij (NED) | NP-1         |

| Team Jumbo-Visma TJV | Team Jumbo-Visma TJV         | Team Jumbo-Visma TJV |
| -------------------- | ---------------------------- | -------------------- |
| Núm                  | Ciclista                     | Pos                  |
| 171                  | Amber Kraak (NED)            | 53è                  |
| 172                  | Marianne Vos (NED)           | NP-7                 |
| 173                  | Anouska Koster (NED)         | 16è                  |
| 174                  | Riejanne Markus (NED) (ruta) | NP-6                 |
| 175                  | Karlijn Swinkels (NED)       | 79è                  |
| 176                  | Romy Kasper (GER)            | 37è                  |

| Team Mendelspeck MDS | Team Mendelspeck MDS     | Team Mendelspeck MDS |
| -------------------- | ------------------------ | -------------------- |
| Núm                  | Ciclista                 | Pos                  |
| 181                  | Eva Maria Gatscher (ITA) | 31è                  |
| 182                  | Vania Canvelli (ITA)     | 64è                  |
| 183                  | Francesca Pisciali (ITA) | 102è                 |
| 184                  | Angela Oro (ITA)         | 46è                  |
| 185                  | Alessia Missiaggia (ITA) | 109è                 |
| 186                  | Beatrice Pozzobon (ITA)  | 108è                 |

| Top Girls Fassa Bortolo TOP | Top Girls Fassa Bortolo TOP | Top Girls Fassa Bortolo TOP |
| --------------------------- | --------------------------- | --------------------------- |
| Núm                         | Ciclista                    | Pos                         |
| 191                         | Giorgia Bariani (ITA)       | 60è                         |
| 192                         | Greta Marturano (ITA)       | 23è                         |
| 193                         | Iris Monticolo (ITA)        | 78è                         |
| 194                         | Alice Palazzi (ITA)         | 44è                         |
| 195                         | Cristina Tonetti (ITA)      | 47è                         |
| 196                         | Alessia Vigilia (ITA)       | 27è                         |

| Trek-Segafredo TFS | Trek-Segafredo TFS                 | Trek-Segafredo TFS |
| ------------------ | ---------------------------------- | ------------------ |
| Núm                | Ciclista                           | Pos                |
| 201                | Elisa Balsamo (ITA) (ruta)         | 49è                |
| 202                | Lucinda Brand (NED)                | 17è                |
| 203                | Amalie Dideriksen (DEN)            | 94è                |
| 204                | Lauretta Hanson (AUS)              | 98è                |
| 205                | Elisa Longo Borghini (ITA) (crono) | 4t                 |
| 206                | Leah Thomas (USA)                  | 24è                |

| UAE Team ADQ UAD | UAE Team ADQ UAD                                        | UAE Team ADQ UAD |
| ---------------- | ------------------------------------------------------- | ---------------- |
| Núm              | Ciclista                                                | Pos              |
| 211              | Margarita Victoria García Cañellas (ESP) (ruta i crono) | 3r               |
| 212              | Erica Magnaldi (ITA)                                    | 8è               |
| 213              | Laura Tomasi (ITA)                                      | NP-1             |
| 214              | Marta Bastianelli (ITA)                                 | 40è              |
| 215              | Sofia Bertizzolo (ITA)                                  | 61è              |
| 216              | Anna Trevisi (ITA)                                      | 63è              |

| Uno-X Pro Cycling Team UXT | Uno-X Pro Cycling Team UXT | Uno-X Pro Cycling Team UXT |
| -------------------------- | -------------------------- | -------------------------- |
| Núm                        | Ciclista                   | Pos                        |
| 221                        | Wilma Olausson (SWE)       | DNF-4                      |
| 222                        | Hannah Barnes (GBR)        | 96è                        |
| 223                        | Marte Berg Edseth (NOR)    | DNF-8                      |
| 224                        | Hannah Ludwig (GER)        | NP-2                       |
| 225                        | Amalie Lutro (NOR)         | 67è                        |
| 226                        | Julie Leth (DEN)           | DNF-9                      |

| Valcar-Travel & Service VAL | Valcar-Travel & Service VAL      | Valcar-Travel & Service VAL |
| --------------------------- | -------------------------------- | --------------------------- |
| Núm                         | Ciclista                         | Pos                         |
| 231                         | Olivia Baril (CAN)               | DNF-3                       |
| 232                         | Alice Maria Arzuffi (ITA)        | 30è                         |
| 233                         | Silvia Persico (ITA)             | 7è                          |
| 234                         | Chiara Consonni (ITA)            | 59è                         |
| 235                         | Karolina Kumięga (POL)           | 54è                         |
| 236                         | Anastasia Carbonari (LAT) (ruta) | 70è                         |